# Çukurbaşı, Çınar
Çukurbaşı là một xã thuộc huyện Çınar, tỉnh Diyarbakır, Thổ Nhĩ Kỳ. Dân số thời điểm năm 2008 là 195 người.